# Дюкре, Диан
Диан Дюкре (фр. Diane Ducret; род. 1982, Андерлехт, Бельгия) — французская писательница, журналистка, философ

 и историк.

## Биография
Родилась в Бельгии. Детство провела в Северной Испании, в Стране Басков, обучалась в Париже и Риме. Изучала историю философии в Сорбонне.
В качестве журналистки сотрудничала с несколькими радио- и телестанциями. Работала редактором исторических документальных фильмов о Франции на телеканале France 3. Периодически ведëт передачи на радио Europe 1. В 2009 году вела «Форум истории» на History Channel.

## Творчество
В январе 2011 года выпустила свою первую книгу «Женщины диктаторов» (Femmes de Dictateur) , ставшую бестселлером во Франции и переведенную на восемнадцать языков мира, в том числе, русский (русское название — «В постели с тираном»). Книга рассказывает историю жён и любовниц наиболее известных лидеров XX века: Ленина, Сталина, Бенито Муссолини, Антониу ди Салазара, Бокасса, Мао Цзэдуна, Николае Чаушеску, Адольфа Гитлера. Продажи тиража до начала 2012 года составили свыше 100 000 экземпляров, попав во все основные списки бестселлеров во Франции.
В 2012 году Дюкре опубликовала вторую часть книги «Женщины диктаторов-2. Опасные связи», также ставшую бестселлером, в которой писательница рассказывает о судьбах сподвижниц Фиделя Кастро, Саддама Хусейна, Хомейни, Слободана Милошевича, Ким Чен Ира и Усамы бен Ладена.

### На русском языке
- 2012 — В постели с тираном/ Femmes de dictateur. Издательство: «Книжный клуб «Клуб семейного досуга»
- 2012 — В постели с тираном. Книга 2. Опасные связи/ Femmes de dictateur 2. Издательство: Книжный клуб «Клуб семейного досуга»
- 2018 — Забытые/ Les Indésirables. Издательство: «Книжный Клуб «Клуб Семейного Досуга»